# Butler (Wisconsin)
Butler es una villa ubicada en el condado de Waukesha, Wisconsin, Estados Unidos. Tiene una población estimada, a mediados de 2021, de 1772 habitantes.
Es parte del área metropolitana de Milwaukee.

## Geografía
La localidad está ubicada en las coordenadas 43°6′30″N 88°4′20″O / 43.10833, -88.07222. Según la Oficina del Censo de los Estados Unidos, tiene una superficie total de 2.05 km², de la cual 2.02 km² corresponden a tierra firme y 0.03 km² son agua.

## Demografía
Según el censo de 2020, en ese momento había 1787 personas residiendo en Butler. La densidad de población era de 884.65 hab./km². El 82.32% de los habitantes eran blancos, el 6.72% eran afroamericanos, el 0.84% eran amerindios, el 3.02% eran asiáticos, el 0.11% eran isleños del Pacífico, el 1.23% eran de otras razas y el 5.76% eran de una mezcla de razas. Del total de la población, el 4.42% eran hispanos o latinos de cualquier raza.